# میه مو
میه مو (به ایتالیایی: Miemo) یک روستا در ایتالیا است که در مونته‌کاتینی وال دی چچینا واقع شده‌است. میه مو ۱۳ نفر جمعیت دارد و ۴۱۶ متر بالاتر از سطح دریا واقع شده‌است.